# Patámburo
Patámburo är en ort i Mexiko.   Den ligger i kommunen Tancítaro och delstaten Michoacán de Ocampo, i den södra delen av landet, 300 km väster om huvudstaden Mexico City. Patámburo ligger 1 992 meter över havet och antalet invånare är 219.
Terrängen runt Patámburo är kuperad åt sydväst, men åt nordost är den bergig. Runt Patámburo är det ganska glesbefolkat, med 35 invånare per kvadratkilometer. Närmaste större samhälle är Peribán de Ramos, 14,8 km norr om Patámburo. I omgivningarna runt Patámburo växer i huvudsak blandskog.